# 세종우체국
세종우체국(世宗郵遞局)은 세종특별자치시 일대의 우편·금융서비스를 제공하기 위해 설립된 대한민국 과학기술정보통신부 우정사업본부 충청지방우정청 소속기관으로 세종우체국장(4급)은 서기관에 보한다. 종전 연기우체국에서 2012년 7월 1일 세종특별자치시 출범에 따라 세종우체국으로 명칭이 변경되었다. 2017년 11월 조치원에서 행정중심복합도시로 이전하였다. 세종특별자치시 시청대로 180 (보람동)에 있다.

## 연혁
- 1904년 1월 20일: 조치원우편수취소
- 1950년 1월 12일: 조치원우체국으로 명칭 변경
- 1953년 9월 16일: 사무관국으로 승격
- 1983년 9월 28일: 우체국사 개축 (연기군 조치원읍 교리 24-3)
- 2008년 2월 1일: 연기우체국으로 명칭 변경
- 2011년 12월 26일: 세종첫마을우체국 개국[3]
- 2012년 7월 1일: 연기우체국에서 세종우체국으로 명칭 변경, 관할 세종첫마을우체국이 세종한솔동우체국으로 명칭 변경, 부강우체국과 장기우체국을 편입해 세종부강우체국과 장군우체국으로 명칭 변경[4]
- 2014년 7월 4일: 고려대학교 세종캠퍼스우체국 폐국[5]
- 2015년 1월 5일: 고려대학교 세종캠퍼스우편취급국 개국[6]
- 2015년 7월 1일: 서기관국으로 승격
- 2015년 7월 20일: 우편구역을 다음과 같이 고시[7]

| 배달국              | 배달구역 | 구역번호      |
| ------------------- | --- | ------------- |
| 세종우체국          | 조치원읍 · 연서면 · 전의면 · 전동면 · 소정면 | 30000 ~ 30049 |
| 세종우체국 물류센터 | 한솔동 · 가람동 · 아름동 · 고운동 · 종촌동 · 도담동 · 어진동 · 나성동 · 다정동 · 새롬동 · 대평동 · 보람동 · 소담동 · 반곡동 · 연동면 · 장군면 · 부강면 · 연기면 · 금남면 | 30050 ~ 30089 |

- 2015년 10월 30일: 세종연기우체국 폐국[8]
- 2017년 11월 13일: 청사 신축 이전(세종시 시청대로 180), 구 세종우체국 자리에 조치원우체국 신설[9]
- 2018년 10월 1일: 연기우편취급국 폐국
- 2020년 9월 21일 : 세종다정동우편취급국 위탁계약 체결 및 신설[10]
- 2020년 10월 5일 : 제119군사우편출장소 업무취급시간 단축[11], 제90군사우편출장소 폐국[12]

## 관할 우체국
| 우체국명                        | 사진 | 주소                                                                           | 비고                                                                |
| ------------------------------- | ---- | ------------------------------------------------------------------------------ | ------------------------------------------------------------------- |
| 고려대학교 세종캠퍼스우체국     |      | 세종특별자치시 조치원읍 세종로 2511                                            | 2014년 7월 4일 폐국                                                 |
| 고려대학교 세종캠퍼스우편취급국 |      | 세종특별자치시 조치원읍 세종로 2511 (서창리)                                   | 2015년 1월 5일 신설                                                 |
| 세종금남우체국                  |      | 세종특별자치시 금남면 용포로 56 (용포리)                                       |                                                                     |
| 세종다정동우편취급국            |      | 세종특별자치시 다정중앙로 52 페스티발2 120호 (다정동)                          | 2020년 9월 21일 신설                                                |
| 세종부강우체국                  |      | 세종특별자치시 부강면 부촌길 42 (부강리)                                       | 2012년 7월 1일 부강우체국에서 명칭 변경                             |
| 세종소정우체국                  |      | 세종특별자치시 소정면 소정구길 110 (소정리)                                    |                                                                     |
| 세종아름동우체국                |      | 세종특별자치시 보듬3로 111 (아름동)                                            |                                                                     |
| 세종연기우체국                  |      | 세종특별자치시 연기면 서부길 2 (연기리)                                        | 2015년 10월 30일 폐국                                               |
| 세종연동우체국                  |      | 세종특별자치시 연동면 청연로 602 (내판리)                                      |                                                                     |
| 세종연서우체국                  |      | 세종특별자치시 연서면 당산로 342 (봉암리)                                      |                                                                     |
| 세종전동우체국                  |      | 세종특별자치시 전동면 전동로 3 (노장리)                                        |                                                                     |
| 세종전의우체국                  |      | 세종특별자치시 전의면 운주산로 1208-1 (읍내리)                                 |                                                                     |
| 조치원우체국                    |      | 세종특별자치시 조치원읍 새내12길 3 (교리)                                      | 2017년 11월 13일 신설                                               |
| 세종한솔동우체국                |      | 세종특별자치시 노을3로 93 (한솔동)                                             | 2011년 12월 26일 신설 2012년 7월 1일 세종첫마을우체국에서 명칭 변경 |
| 연기우편취급국                  |      | 세종특별자치시 연기면 당산로 118-1(연기리)                                     | 2018년 10월 1일 폐국                                                |
| 장군우체국                      |      | 세종특별자치시 장군면 장척로 408-4 (도계리)                                    | 2012년 7월 1일 장기우체국에서 명칭 변경                             |
| 정부세종청사2우체국             |      | 세종특별자치시 한누리대로 482 (어진동, 정부세종청사 13-2동 산업통상자원부 1층) |                                                                     |
| 정부세종청사우체국              |      | 세종특별자치시 도움6로 11 (어진동, 정부세종청사 6-1동 국토교통부 1층)          |                                                                     |
| 제90군사우편출장소              |      | 세종특별자치시 연서면 당산로 333                                               | 2020년 10월 5일 폐국                                                |
| 제119군사우편출장소             |      | 세종특별자치시 금남면 국곡리                                                   |                                                                     |

## 조직

### 세종우체국장
- 영업과
  - 우편영업실
  - 금융영업실
- 우편물류과
  - 물류실
  - 집배실
- 지원과
- 소포영업과
- 경영지도실